# Mataporquera
Mataporquera är en ort i Spanien.   Den ligger i provinsen Provincia de Cantabria och regionen Kantabrien, i den norra delen av landet, 280 km norr om huvudstaden Madrid. Mataporquera ligger 927 meter över havet och antalet invånare är 1 323.
Terrängen runt Mataporquera är kuperad åt nordost, men åt sydväst är den platt. Runt Mataporquera är det glesbefolkat, med 20 invånare per kvadratkilometer. Närmaste större samhälle är Aguilar de Campóo, 11,9 km sydväst om Mataporquera. Trakten runt Mataporquera består till största delen av jordbruksmark.